# Q-діапазон
Q-діапазон — це діапазон частот, що міститься в мікрохвильовій області електромагнітного спектру. Загальноприйняте значення становить від 33 до 50 ГГц, але може відрізнятися залежно від джерела, у якому використовується термін. Вищевказаний діапазон відповідає рекомендованому діапазону частот роботи хвилеводів WR22. Ці частоти еквівалентні довжинам хвиль між 6 мм і 9,1 мм у повітрі/вакуумі. Діапазон Q знаходиться в діапазоні  міліметрових хвиль.
Термін «Q-діапазон» не має постійного точного використання в технічній літературі, але, як правило, є одночасною підмножиною обох IEEE, позначених Ka-діапазон (26,5–40 ГГц) і діапазон V (40–75 ГГц). Ні IEEE, ні ITU-R не визнають Q-діапазон у своїх стандартах, які визначають номенклатуру діапазонів в електромагнітному спектрі. ISO визнає Q-діапазон; однак таким чином визначений діапазон становить від 36 до 46 ГГц. Інші визначення смуги частот ISO не зовсім збігаються з відповідними визначеннями IEEE та ITU-R.
Q-діапазон в основному використовується для супутникового зв’язку, наземного мікрохвильового зв’язку та для радіоастрономічних досліджень, таких як телескоп QUIET. Він також використовується в автомобільних радарах і радарах, що досліджують властивості земної поверхні.